# Coupe de la Ligue française de football 2000-2001
Navigation
Coupe de la Ligue française 1999-2000 Coupe de la Ligue française 2001-2002
La Coupe de la ligue de football 2000-2001 est la septième édition de la Coupe de la Ligue de football en France. Le détenteur de la Coupe lors de l'édition précédente est le FC Gueugnon.

## Déroulement de la compétition
Le club en premier est le club qui joue à domicile.

### Premier tour
Les matchs du premier tour ont eu lieu en novembre 2000.
1er novembre
- AS Nancy-Lorraine 1 - 0 FC Sochaux
- Red Star 5 - 2 FC Lorient
- Le Havre AC 3 - 3 Stade lavallois (5-3 aux tirs au but)
- AS Cannes 3 - 0 Montpellier HSC
- Nîmes Olympique 4 - 2 SCO Angers
- CS Louhans-Cuiseaux 1 - 3 US Créteil-Lusitanos
- Amiens SC 4 - 2 Le Mans UC (après prolongation)
- ASOA Valence 2 - 0 AS Beauvais
- FC Martigues 0 - 3 LB Châteauroux

8 novembre
- ES Wasquehal 2 - 1 SM Caen 08/11/2000

### Seizièmes de finale
Les seizièmes de finale voient l'entrée dans la compétition des équipes de première division. Les matchs ont eu lieu les 5, 6 et 7 janvier.
5 janvier
- Stade rennais FC 2 - 4 FC Nantes (après prolongation)
- AS Cannes 1 - 2 ASOA Valence

6 janvier
- Le Havre AC 4 - 1 Olympique de Marseille
- Girondins de Bordeaux 1 - 0 Lille OSC
- AC Ajaccio 1 - 2 AS Saint-Étienne (après prolongation)
- EA Guingamp 1 - 3 Amiens SC
- Toulouse FC 0 - 1 Chamois niortais FC
- AJ Auxerre 2 - 0 Red Star
- CS Sedan-Ardennes 1 - 2 Olympique lyonnais

7 janvier
- AS Nancy-Lorraine 3 - 1 Paris SG
- ES Wasquehal 3 - 1 FC Metz
- RC Strasbourg 2 - 4 LB Châteauroux (après prolongation)
- AS Monaco 2 - 0 FC Gueugnon
- ES Troyes AC 3 - 0 US Créteil-Lusitanos
- RC Lens 4 - 0 Nîmes Olympique
- SC Bastia 2 - 1 OGC Nice

### Tableau final
À partir de ce stade de la compétition, il n'y a plus de tirage au sort et les équipes savent déjà contre qui elles vont jouer si elles passent le tour.
|  | Huitièmes de finale                       | Huitièmes de finale              |                    |      | Quarts de finale                | Quarts de finale                |  |  | Demi-finales              | Demi-finales              |  |  | Finale                       | Finale                       |
|  | Huitièmes de finale                       | Huitièmes de finale              |                    |      | Quarts de finale                | Quarts de finale                |  |  | Demi-finales              | Demi-finales              |  |  | Finale                       | Finale                       |
|  |                                           |                                  |                    |      |                                 |                                 |  |  |                           |                           |  |  |                              |                              |
|  | 31 janvier - Stade Gaston-Petit           | 31 janvier - Stade Gaston-Petit  |                    |      | 24 février - Stade Gaston-Petit | 24 février - Stade Gaston-Petit |  |  | 11 avril - Stade Louis-II | 11 avril - Stade Louis-II |  |  | 5 mai - Stade de France (ap) | 5 mai - Stade de France (ap) |
|  | 31 janvier - Stade Gaston-Petit           | 31 janvier - Stade Gaston-Petit  |                    |      | 24 février - Stade Gaston-Petit | 24 février - Stade Gaston-Petit |  |  | 11 avril - Stade Louis-II | 11 avril - Stade Louis-II |  |  | 5 mai - Stade de France (ap) | 5 mai - Stade de France (ap) |
|  | LB Châteauroux                            | 1                                |                    |      | 24 février - Stade Gaston-Petit | 24 février - Stade Gaston-Petit |  |  | 11 avril - Stade Louis-II | 11 avril - Stade Louis-II |  |  | 5 mai - Stade de France (ap) | 5 mai - Stade de France (ap) |
|  | LB Châteauroux                            | 1                                |                    |      | 24 février - Stade Gaston-Petit | 24 février - Stade Gaston-Petit |  |  | 11 avril - Stade Louis-II | 11 avril - Stade Louis-II |  |  | 5 mai - Stade de France (ap) | 5 mai - Stade de France (ap) |
|  | Girondins de Bordeaux                     | 0                                |                    |      | 24 février - Stade Gaston-Petit | 24 février - Stade Gaston-Petit |  |  | 11 avril - Stade Louis-II | 11 avril - Stade Louis-II |  |  | 5 mai - Stade de France (ap) | 5 mai - Stade de France (ap) |
|  | Girondins de Bordeaux                     | 0                                | LB Châteauroux     | 0    |                                 |                                 |  |  | 11 avril - Stade Louis-II | 11 avril - Stade Louis-II |  |  | 5 mai - Stade de France (ap) | 5 mai - Stade de France (ap) |
|  | 31 janvier - Stade Louis-II               |                                  | LB Châteauroux     | 0    |                                 |                                 |  |  | 11 avril - Stade Louis-II | 11 avril - Stade Louis-II |  |  | 5 mai - Stade de France (ap) | 5 mai - Stade de France (ap) |
|  |                                           | AS Monaco                        | 1                  |      |                                 |                                 |  |  | 11 avril - Stade Louis-II | 11 avril - Stade Louis-II |  |  | 5 mai - Stade de France (ap) | 5 mai - Stade de France (ap) |
|  | AS Monaco                                 | AS Monaco                        | 1                  | 2    |                                 |                                 |  |  | 11 avril - Stade Louis-II | 11 avril - Stade Louis-II |  |  | 5 mai - Stade de France (ap) | 5 mai - Stade de France (ap) |
|  | AS Monaco                                 | 25 février - Stade René-Gaillard |                    | 2    |                                 |                                 |  |  | 11 avril - Stade Louis-II | 11 avril - Stade Louis-II |  |  | 5 mai - Stade de France (ap) | 5 mai - Stade de France (ap) |
|  | SC Bastia                                 | 1                                |                    |      |                                 |                                 |  |  | 11 avril - Stade Louis-II | 11 avril - Stade Louis-II |  |  | 5 mai - Stade de France (ap) | 5 mai - Stade de France (ap) |
|  | SC Bastia                                 | 1                                | AS Monaco          | 2    |                                 |                                 |  |  |                           |                           |  |  | 5 mai - Stade de France (ap) | 5 mai - Stade de France (ap) |
|  | 31 janvier - Stade René-Gaillard (ap)     |                                  | AS Monaco          | 2    |                                 |                                 |  |  |                           |                           |  |  | 5 mai - Stade de France (ap) | 5 mai - Stade de France (ap) |
|  |                                           | Chamois niortais                 | 0                  |      |                                 |                                 |  |  |                           |                           |  |  | 5 mai - Stade de France (ap) | 5 mai - Stade de France (ap) |
|  | Chamois niortais                          | Chamois niortais                 | 0                  | 1    |                                 |                                 |  |  |                           |                           |  |  | 5 mai - Stade de France (ap) | 5 mai - Stade de France (ap) |
|  | Chamois niortais                          | 10 avril - Stade Gerland         |                    | 1    |                                 |                                 |  |  |                           |                           |  |  | 5 mai - Stade de France (ap) | 5 mai - Stade de France (ap) |
|  | Le Havre AC                               | 0                                |                    |      |                                 |                                 |  |  |                           |                           |  |  | 5 mai - Stade de France (ap) | 5 mai - Stade de France (ap) |
|  | Le Havre AC                               | 0                                | Chamois niortais   | 3    |                                 |                                 |  |  |                           |                           |  |  | 5 mai - Stade de France (ap) | 5 mai - Stade de France (ap) |
|  | 30 janvier - Stade Geoffroy-Guichard      |                                  | Chamois niortais   | 3    |                                 |                                 |  |  |                           |                           |  |  | 5 mai - Stade de France (ap) | 5 mai - Stade de France (ap) |
|  |                                           | AS Saint-Étienne                 | 2                  |      |                                 |                                 |  |  |                           |                           |  |  | 5 mai - Stade de France (ap) | 5 mai - Stade de France (ap) |
|  | AS Saint-Étienne                          | AS Saint-Étienne                 | 2                  | 2    |                                 |                                 |  |  |                           |                           |  |  | 5 mai - Stade de France (ap) | 5 mai - Stade de France (ap) |
|  | AS Saint-Étienne                          | 24 février - Stade de la Licorne |                    | 2    |                                 |                                 |  |  |                           |                           |  |  | 5 mai - Stade de France (ap) | 5 mai - Stade de France (ap) |
|  | AJ Auxerre                                | 0                                |                    |      |                                 |                                 |  |  |                           |                           |  |  | 5 mai - Stade de France (ap) | 5 mai - Stade de France (ap) |
|  | AJ Auxerre                                | 0                                | AS Monaco          | 1    |                                 |                                 |  |  |                           |                           |  |  |                              |                              |
|  | 31 janvier - Stade de la Licorne (ap)     |                                  | AS Monaco          | 1    |                                 |                                 |  |  |                           |                           |  |  |                              |                              |
|  |                                           | Olympique lyonnais               | 2                  |      |                                 |                                 |  |  |                           |                           |  |  |                              |                              |
|  | Amiens SC                                 | Olympique lyonnais               | 2                  | 3    |                                 |                                 |  |  |                           |                           |  |  |                              |                              |
|  | Amiens SC                                 |                                  |                    | 3    |                                 |                                 |  |  |                           |                           |  |  |                              |                              |
|  | ES Wasquehal                              | 2                                |                    |      |                                 |                                 |  |  |                           |                           |  |  |                              |                              |
|  | ES Wasquehal                              | 2                                | Amiens SC          | 0    |                                 |                                 |  |  |                           |                           |  |  |                              |                              |
|  | 31 janvier - Stade Félix-Bollaert         |                                  | Amiens SC          | 0    |                                 |                                 |  |  |                           |                           |  |  |                              |                              |
|  |                                           | Olympique lyonnais               | 2                  |      |                                 |                                 |  |  |                           |                           |  |  |                              |                              |
|  | RC Lens                                   | Olympique lyonnais               | 2                  | 1    |                                 |                                 |  |  |                           |                           |  |  |                              |                              |
|  | RC Lens                                   | 13 mars - Stade de l'Aube        |                    | 1    |                                 |                                 |  |  |                           |                           |  |  |                              |                              |
|  | Olympique lyonnais                        | 3                                |                    |      |                                 |                                 |  |  |                           |                           |  |  |                              |                              |
|  | Olympique lyonnais                        | 3                                | Olympique lyonnais | 3    |                                 |                                 |  |  |                           |                           |  |  |                              |                              |
|  | 31 janvier - Stade de l'Aube              |                                  | Olympique lyonnais | 3    |                                 |                                 |  |  |                           |                           |  |  |                              |                              |
|  |                                           | FC Nantes                        | 2                  |      |                                 |                                 |  |  |                           |                           |  |  |                              |                              |
|  | ES Troyes AC                              | FC Nantes                        | 2                  | 2    |                                 |                                 |  |  |                           |                           |  |  |                              |                              |
|  | ES Troyes AC                              |                                  |                    | 2    |                                 |                                 |  |  |                           |                           |  |  |                              |                              |
|  | AS Nancy-Lorraine                         | 0                                |                    |      |                                 |                                 |  |  |                           |                           |  |  |                              |                              |
|  | AS Nancy-Lorraine                         | 0                                | ES Troyes AC       | 0    |                                 |                                 |  |  |                           |                           |  |  |                              |                              |
|  | 30 janvier - Stade Georges-Pompidou (tab) |                                  | ES Troyes AC       | 0    |                                 |                                 |  |  |                           |                           |  |  |                              |                              |
|  |                                           | FC Nantes                        | 1                  |      |                                 |                                 |  |  |                           |                           |  |  |                              |                              |
|  | ASOA Valence                              | FC Nantes                        | 1                  | 1(2) |                                 |                                 |  |  |                           |                           |  |  |                              |                              |
|  | ASOA Valence                              |                                  |                    | 1(2) |                                 |                                 |  |  |                           |                           |  |  |                              |                              |
|  | FC Nantes                                 | 1(4)                             |                    |      |                                 |                                 |  |  |                           |                           |  |  |                              |                              |
|  | FC Nantes                                 | 1(4)                             |                    |      |                                 |                                 |  |  |                           |                           |  |  |                              |                              |

À noter : Cette compétition ne comprend pas de match pour la troisième place entre les 2 perdants des demi-finales

### Finale
La finale a eu lieu le 5 mai au Stade de France. L'Olympique lyonnais l'a emporté sur l'AS Monaco sur le score de 2 buts à 1 après prolongation. Les buteurs sont Caçapa (35e minute) et Patrick Müller (118e minute) pour Lyon contre un but de Shabani Nonda (64e minute) pour Monaco.
| Samedi 5 mai 2001 | AS Monaco | 1–2 (a.p.) | Olympique lyonnais | Stade de France, Saint-Denis                  |                                               |
|                   |           | (0-1)      |                    | Spectateurs : 78 010 Arbitrage : Stéphane Bré | Spectateurs : 78 010 Arbitrage : Stéphane Bré |
|                   | Rapport   |            |                    | Spectateurs : 78 010 Arbitrage : Stéphane Bré | Spectateurs : 78 010 Arbitrage : Stéphane Bré |

| AS Monaco      |    |                   |     |     |     |
|                |    |                   |     |     |     |
| Gardien de but | 1  | Stéphane Porato   |     |     |     |
|                | 2  | Christian Panucci |     | 46e |     |
|                | 4  | Rafael Márquez    |     |     | 75e |
|                | 17 | Philippe Léonard  |     | 78e |     |
|                | 27 | Julien Rodriguez  |     |     | 46e |
|                | 6  | Martin Djetou     |     |     |     |
|                | 10 | Marcelo Gallardo  |     | 97e |     |
|                | 21 | Pontus Farnerud   |     |     |     |
|                | 8  | Ludovic Giuly     |     |     | 66e |
|                | 11 | Marco Simone      |     |     | 52e |
|                | 18 | Shabani Nonda     | 64e |     |     |
| Remplaçants :  |    |                   |     |     |     |
|                | 15 | Franck Jurietti   |     | 46e |     |
|                | 7  | Costinha          |     | 78e |     |
|                | 22 | Nicolas Bonnal    |     | 97e |     |
| Entraineur :   |    |                   |     |     |     |
| Claude Puel    |    |                   |     |     |     |

| Olympique lyonnais |    |                     |      |      |     |
|                    |    |                     |      |      |     |
| Gardien de but     | 1  | Grégory Coupet      |      |      |     |
|                    | 3  | Edmílson            |      |      |     |
|                    | 19 | Jean-Marc Chanelet  |      |      |     |
|                    | 26 | Jérémie Bréchet     |      |      | 58e |
|                    | 31 | Claudio Caçapa      | 35e  |      |     |
|                    | 6  | Philippe Violeau    |      |      |     |
|                    | 8  | Pierre Laigle       |      |      |     |
|                    | 10 | Vikash Dhorasoo     |      | 118e |     |
|                    | 17 | Marc-Vivien Foé     |      | 106e |     |
|                    | 7  | Steve Marlet        |      | 77e  |     |
|                    | 9  | Sonny Anderson      |      |      |     |
| Remplaçants :      |    |                     |      |      |     |
|                    | 15 | Christophe Delmotte |      | 118e |     |
|                    | 20 | Patrick Müller      | 118e | 106e |     |
|                    | 14 | Sidney Govou        |      | 77e  |     |
| Entraineur :       |    |                     |      |      |     |
| Jacques Santini    |    |                     |      |      |     |